# U.S.A.A.F.
Ne doit pas être confondu avec United States Army Air Forces.
U.S.A.A.F. est un jeu vidéo de type wargame créé par Gary Grigsby et publié par Strategic Simulations en 1985 sur Apple II et Commodore 64 puis en 1986 sur Atari 8-bit. Le jeu se déroule pendant la Seconde Guerre mondiale et simule les campagnes de bombardement stratégique de l’Allemagne par les américains entre 1943 et 1945. Le joueur peut commander les escadrons de bombardiers de l’US Air Force ou les défenses anti-aériennes allemandes. La partie se déroule au tour par tour, chaque tour correspondant à un jour. Il est possible de jouer l’intégralité de cette guerre aérienne ou de choisir un scénario plus court couvrant 30 jours d’opération.

## Système de jeu
U.S.A.A.F. est un wargame qui simule des opérations de bombardement stratégique en Europe pendant la Seconde Guerre mondiale. Il oppose l’US Air Force, qui tente de bombarder des objectifs stratégique en Allemagne, à la Luftwaffe qui défend ses positions. Il peut opposer deux joueurs ou un joueur et l’ordinateur, qui peut alors contrôler l’un des de camps,. Il permet de simuler, au jour le jour, la totalité du conflit aérien, entre 1943 et 1945, ou de jouer des scénarios plus courts couvrant une période de 30 jours à partir de trois dates différentes. L’objectif du joueur américain et de limiter la capacité de production industrielle de l’Allemagne en détruisant des usines d’importance stratégique. Avant chaque journée d’opération, il doit pour cela sélectionner les cibles de ses différents escadrons dont il peut notamment définir le plan de vol et l’altitude. La sélection des cibles se fait dans une liste contenant une quinzaine de catégorie d’industrie, comme des usines de fabrications de munitions ou d’avions. La destruction d’une usine lui rapporte des points de victoires mais peut également avoir des conséquences sur d’autres secteurs industriels ainsi que sur les capacités défensives de l’Allemagne. De son côté, avant une journée d’opération, le joueur qui contrôle les allemands peut affecter ses escadrons à la défense de différents points stratégiques. La majeure partie de son activité se déroule cependant au cours de la journée de combat lorsqu’il peut définir les escadrons ennemis à intercepte, avec quels avions, à quel moment et à quel endroit. Au cours de la partie, les forces en présence évolue suivant la réalité historique du conflit. A certain moment du conflit, de nouveaux modèles d’avions viennent ainsi remplacer les anciens. Suivant sa capacité de production, le joueur Allemand peut de plus fabriquer de nouvelles batterie anti-aérienne et de nouveaux avions.

## Développement et publication
U.S.A.A.F. est développé par Gary Grigsby. Il est publié par Strategic Simulations en novembre 1985 sur Apple II et Commodore 64. Il est ensuite porté sur Atari 8-bit en avril 1986,.

## Accueil
À sa sortie, U.S.A.A.F. fait l’objet d’une critique plutôt positive de Jay Selover, dans le magazine Computer Gaming World, qui le compare à Europe Ablaze de Strategic Studies Group en expliquant que les deux jeux partagent le même thème et des mécanismes de jeux identiques. Dans ce comparatif, il note d’abord que U.S.A.A.F. couvre une période plus restreinte que son concurrent, qui couvre l’ensemble de Seconde Guerre mondiale, et que contrairement à ce dernier, il ne permet pas de créer ses propres scénarios. Il juge en revanche qu’il est plus complet dans sa gestion des dégâts sur l’industrie allemande en permettant au joueur de sélectionner ses cibles de manière plus précise et en prenant en compte l’interdépendance des différents secteurs industriels. Il estime donc que si U.S.A.A.F. se concentre sur un périmètre plus réduit, il couvre celui-ci de manière correcte, et qu’en matière de simulation de l’effondrement de l’industrie allemande pendant la guerre, il est inégalé. En conclusion, il estime que compte tenu de leurs différences, les deux jeux sont complémentaires et qu’ils peuvent tous les deux êtres facilement appréciés. Le journaliste Rich Moore du magazine Antic est plus mitigé concernant la version Atari 8-bit du jeu, notamment concernant sa réalisation. Il juge en effet que si ses graphismes sont satisfaisant, ils restent assez pauvre en comparaison d’autres wargames du même éditeur. Il regrette également que son portage sur Atari ne soit pas accompagné d’une amélioration permettant de jouer avec un joystick, et que son interface ne soit pas plus pratique. Il note enfin que le programme passe beaucoup de temps à lire des routines directement sur la disquette, ce qui ralentit considérablement le jeu. Il est en revanche plus enthousiaste concernant son système de jeu en expliquant que s’il se focalise plutôt sur la stratégie, il offre également une approche tactique dans la gestion des missions aérienne et de la défense. Il note par contre qu’il est très complexe et qu’il nécessite donc une bonne capacité d’analyse pour comprendre comment utiliser ses troupes de manière optimale, malgré la présence d’un manuel d’instruction compréhensible et offrant des conseils utiles. 